# Freudenberg (St. Gallen)

Freudenberg von Südosten her in Richtung St. Georgen auf einer Luftaufnahme aus dem Jahr 1923.

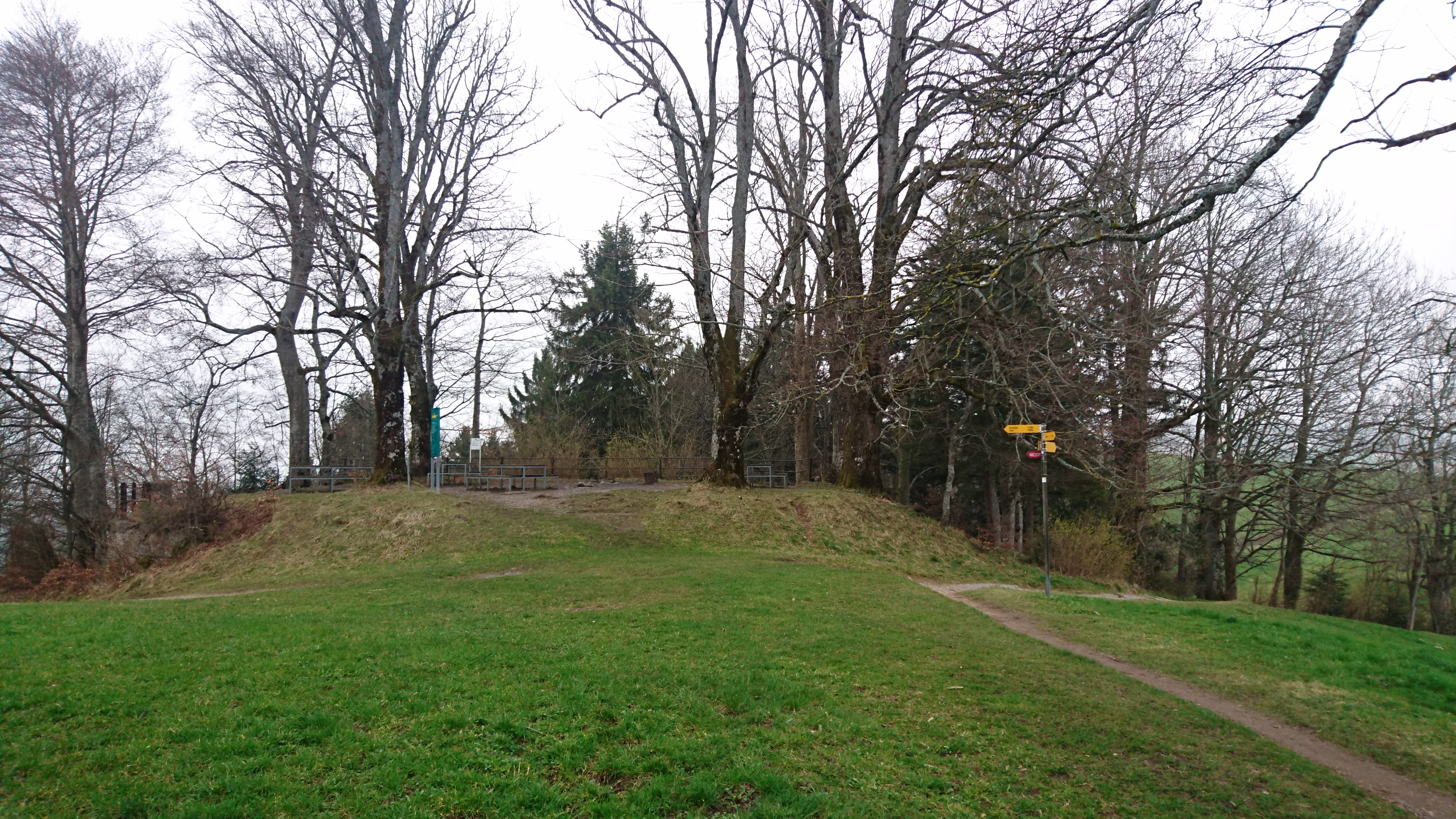
Gipfel des Freudenbergs mit der Feuerstelle am Ort des ehemaligen Gastgarten des Restaurants von Westen her gesehen.

Der Freudenberg ist ein Hügel im Ortsteil St. Georgen in St. Gallen im Kanton St. Gallen in der Schweiz. Geologisch handelt es sich beim Freudenberg um aufgerichtete Molasse, der Hügel gehört zu den Ausläufern des Alpsteins.

## Lage
Am Nordhang liegen die Drei Weieren, der Südhang fällt ins Tal der Steinach ab. Der Gipfel des Freudenberges liegt auf 887 m ü. M. und ist durch verschiedene Fusswege sowohl von den drei Weieren her als auch aus dem Quartier St. Georgen erreichbar und ein Naherholungsziel in St. Gallen. Die Aussicht reicht dabei vom Alpstein über das Fürstenland bis über den Bodensee hinaus nach Deutschland.

## Restaurants und Kurhäuser
Vom Beginn des 19. Jahrhunderts, als Molkenkuren in Mode waren, bis 1956 standen auf dem Freudenberg eine Reihe von Restaurationsbetrieben (von denen der erste 1842 abbrannte) und sogar ein Kurhotel, dessen Betreiber Anfang des 20. Jahrhunderts allerdings noch vor der Eröffnung des Kurhauses Freudenberg Konkurs ging. Darauf übernahm die Bürgergemeinde das Hotel und ersetzte dieses mit dem letzten der dort oben befindlichen Restaurationsbetriebe, dem aber, wie allen vorherigen, auch kein wirtschaftlicher Erfolg beschieden war. Das Ausflugsrestaurant, das 1956 von Zivilschutztruppen bei einer Übung abgebrannt wurde, war geschlossen worden, nachdem das Projekt, eine Drahtseilbahn auf den Berg zu erstellen, gescheitert war. Wo das Restaurant stand, befinden sich heute noch Reste von dessen Grundmauern, eine Feuerstelle am Ort, wo einst der Gastgarten des Restaurants war und die Kastanienallee, die früher den Fussweg zum Restaurant säumte.

## Name
Der Name Freudenberg ist ein Fantasiename, der erst Mitte des 19. Jahrhunderts in Gebrauch kam. Früher hiess der Hügel Studegüggi. Daran erinnert auch, dass einer der Fusswege zum Hügel auch heute noch Studengüggiweg heisst.

St. Georgen, Restaurant Freudenberg. Blick gegen Osten; Aufnahme 1900–1910.